# Blåisen
De Blåisen is een gletsjer op het eiland Edgeøya, dat deel uitmaakt van de Noorse eilandengroep Spitsbergen.
De gletsjer is vernoemd naar blauw ijs, in tegenstelling tot Kvitisen dat wit ijs betekent.

## Geografie
De gletsjer ligt in het noordwestelijk deel van het eiland en ligt daar samen met een groep van drie andere los liggende gletsjers. Dat zijn de ten westen gelegen gletsjer Kvitisen, ten noordwesten Langjøkulen en ten noordoosten Bergfonna. Daarnaast ligt richting het oosten de gletsjer Raundalsfonna en richting het zuidwesten Storskavlen.
De gletsjer watert onder andere richting het zuiden af waar het water via gletsjerrivieren uitmondt in het fjord Storfjorden.